# Tommy Schmid
Thomas Martin Schmid detto Tommy (Trondheim, 12 aprile 1988) è un ex combinatista nordico svizzero.
È fratello di Jan, a sua volta combinatista nordico di alto livello.

## Biografia
In Coppa del Mondo esordì il 30 dicembre 2007 a Oberhof (33°) e ottenne l'unico podio il 24 febbraio 2008 a Zakopane (2°).
In carriera prese parte a un'edizione dei Giochi olimpici invernali, Vancouver 2010 (40° nel trampolino normale, 16° nel trampolino lungo, 9° nella gara a squadre), e a una dei Campionati mondiali, Oslo 2011 (8° nella gara a squadre).

## Palmarès

### Mondiali juniores
- 1 medaglia:
  - 1 argento (sprint a Zakopane 2008)

### Universiadi
- 2 medaglie:
  - 1 oro (individuale Gundersen a Erzurum 2011).
  - 1 bronzo (partenza in linea a Erzurum 2011).

### Coppa del Mondo
- Miglior piazzamento in classifica generale: 34º nel 2008
- 1 podio (individuale):
  - 1 secondo posto